# فولفغانغ هيرولد
فولفغانغ هيرولد (بالألمانية: Wolfgang Herold)‏ هو منتج أفلام ألماني، ولد في 24 أكتوبر 1961.

## وصلات خارجية
- فولفغانغ هيرولد على موقع IMDb (الإنجليزية)
- فولفغانغ هيرولد على موقع قاعدة بيانات الفيلم (الإنجليزية)